# Japanse els

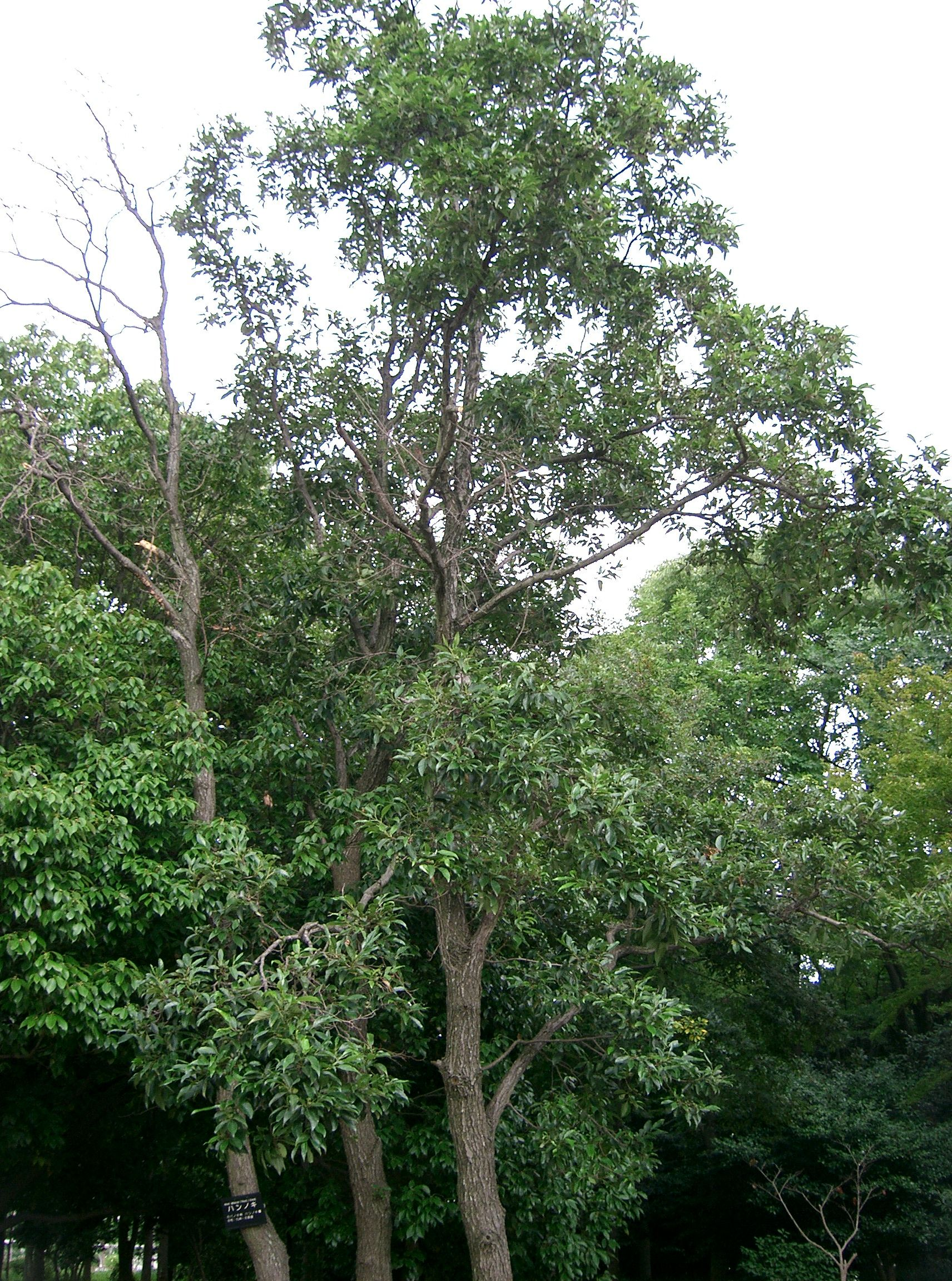

De Japanse els (Alnus japonica) is een plant uit de berkenfamilie (Betulaceae). De soort komt van nature voor in Japan, Korea en Mantsjoerije. De boom wordt tot 20 m hoog en vormt een kegelvormige kroon. De jonge twijgen zijn kaal tot licht behaard.
De bladeren zijn eirond - lancetvormig, wijd en oppervlakkig gezaagd, 6–12 cm lang, langzaam toegespitst en hebben een wigvormige voet. Bij de jonge bladeren is de onderzijde behaard, vooral in de nerfoksels. Het zeer dichte loof blijft lang op de boom.
... · 
A. cordata (Hartbladige els) · 
A. glutinosa (Zwarte els) · 
A. incana (Witte els) · 
A. japonica (Japanse els) · 
A. × spaethii (Japanse Kaukasische els) · 
A. subcordata (Kaukasische els) · 
A. viridis (Groene els) · 
...